# Magnus Bengtsson (friidrottare)
Magnus Bengtsson, född 9 april 1966, är en svensk före detta friidrottare (hinderlöpare). Han tävlade för Ork LK.